# Ниаби
Ниаби (груз. ნიაბი) — село в Грузии, на территории Каспского муниципалитета края (мхаре) Шида-Картли.

## География
Село находится в центральной части Грузии, на правом берегу реки Куры, на расстоянии приблизительно 3 километров (по прямой) к западо-юго-западу от города Каспи, административного центра муниципалитета. Абсолютная высота — 574 метра над уровнем моря.

## Население
По результатам официальной переписи населения 2014 года, в Ниаби проживало 225 человек (112 мужчин и 113 женщин). В национальной структуре населения грузины составляли 100 %.
| Год  | Население, человек |
| ---- | ------------------ |
| 2002 | 323                |
| 2014 | ↘ 225              |